# Prémio Andrei Sakharov
O Prémio Andrei Sakharov (em inglês:  Andrei Sakharov Prize) é galardão bianual, atribuído pela American Physical Society desde 2005.
Este prémio destina-se a premiar os cientistas que se distinguiram na defesa dos direitos humanos. O nome do prémio foi atribuído em homenagem a Andrei Sakharov.

## Laureados[1]
- 2006 - Yuri Orlov
- 2008 - Liangying Xu
- 2010 - Herman Winick, Joseph Birman, e Morris (Moishe) Pripstein
- 2012 - Mulugeta Bekele e Richard Wilson
- 2014 - Boris Altshuler e Omid Kokabee
- 2016 - Zafra M. Lerman
- 2018 - Ravi Kuchimanchi e Narges Mohammadi